# Pfarrkirche Antiesenhofen

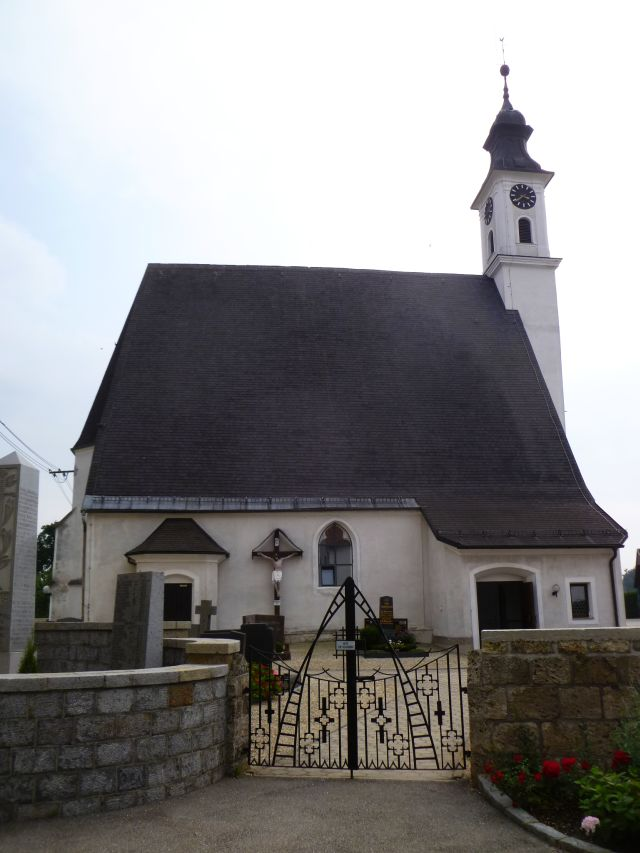
Pfarrkirche hl. Ägidius in Antiesenhofen

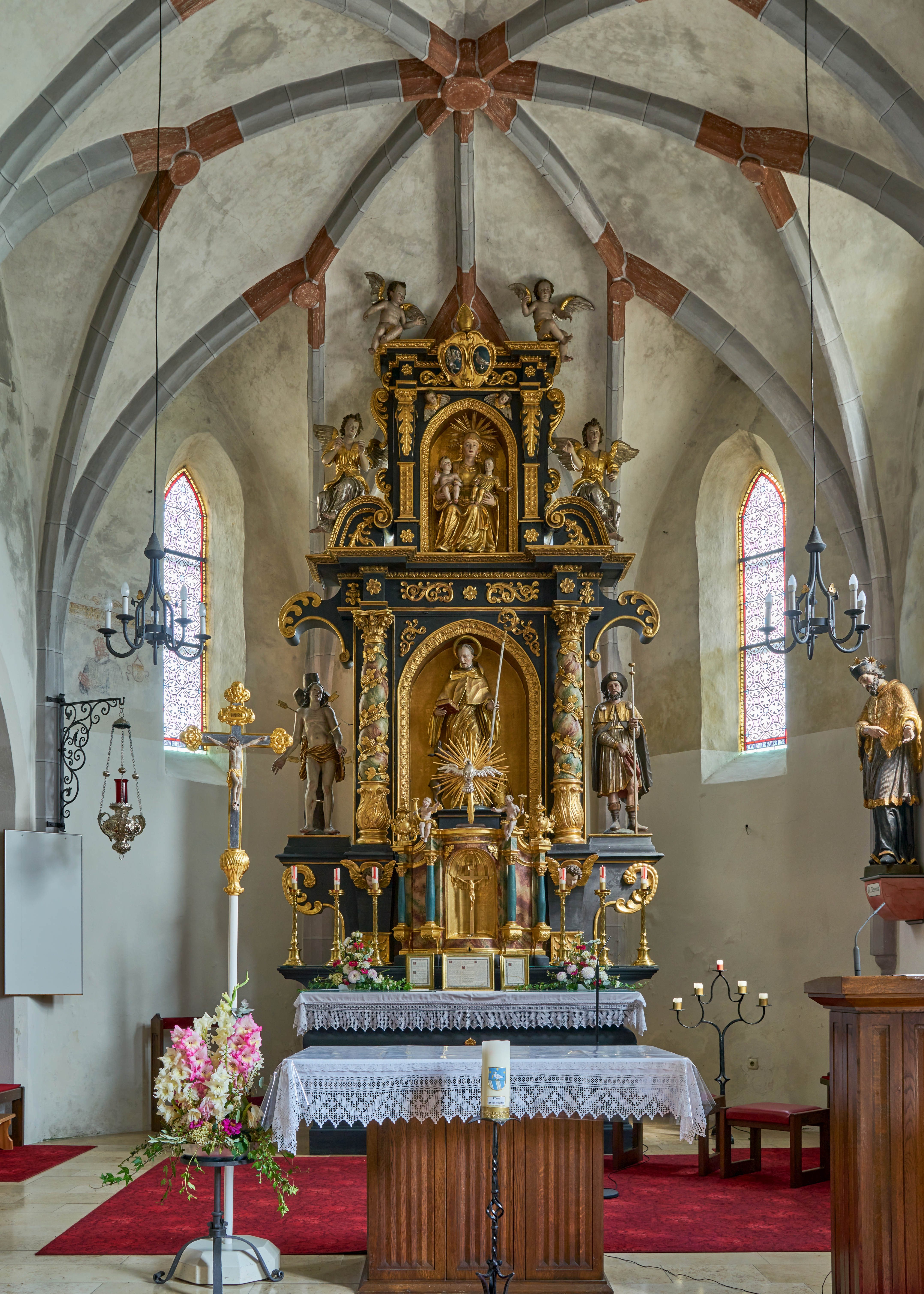
Hochaltar um 1650

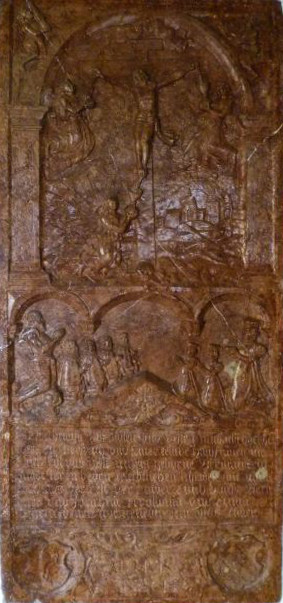
Epitaph des Michael von Hackledt zu Maasbach und seiner Familie in der Pfarrkirche Antiesenhofen

Die Pfarrkirche Antiesenhofen steht in der Gemeinde Antiesenhofen in Oberösterreich. Die römisch-katholische Pfarrkirche hl. Ägidius gehört zum Dekanat Altheim der Diözese Linz. Die Kirche steht unter Denkmalschutz.

## Geschichte
Eine Kirche wurde 1084 urkundlich erwähnt. Der gotische Kirchenbau mit einem romanischen Kern wurde im dritten Viertel des 15. Jahrhunderts erbaut. Vom 16. bis zum 19. Jahrhundert wurden die jeweiligen Inhaber von Schloss Maasbach (Gemeinde Eggerding) in der Pfarrkirche von Antiesenhofen bestattet.

## Architektur
Das einschiffige, zweijochige Langhaus hat ein Sternrippengewölbe. Die Langhausmauern sind romanisch mit halb eingezogenen Strebepfeilern mit halbkreisförmigen Diensten. Die dreiachsige Westempore hat ein Kreuzgratgewölbe. Der einjochige Chor mit einem Fünfachtelschluss hat ein Sternrippengewölbe. Der schlanke Westturm trägt eine barocke Haube. Die Sakristei hat ein Netzrippengewölbe.

## Ausstattung
Der Hochaltar um 1650 trägt im Mittelfeld eine Statue des hl. Ägidius aus dem zweiten Drittel des 18. Jahrhunderts. Die Seitenaltäre aus 1650/1660 haben neuere Statuen. Der Altar in der Nordkapelle im Stil des Rokoko ist aus dem dritten Viertel des 18. Jahrhunderts und trägt Christus an der Geißelsäule. Die Kanzel ist aus dem zweiten Viertel des 18. Jahrhunderts. In der nördlichen Vorhalle ist ein romanisches Säulenkapitell mit Blattornamenten und Köpfen, welches als Weihwasserbecken dient. Ein Kreuz aus Schmiedeeisen entstand um 1720. Neben dem Portal befindet sich ein Reliefgrabstein aus rotem Marmor aus dem 16. Jahrhundert für Michael von Hackledt zu Maasbach († 1589) und seine Familie.